# 교회 주보
교회 주보(敎會週報)는 교회에서 매주 일요일마다 예배순서와 교회소식을 알리기 위해 만드는 발행물을 뜻한다. 한국 교회에서는 교회마다 차이가 있는데, 천주교회에서는 교구에서 주보를 만들어서 사용하며, 성공회와 개신교회에서는 교회마다 다르게 만든다. 주보를 만들때는 교회마다 차이가 있겠지만 단순한 문서를 만들때는 아래아한글 등의 워드프로그램으로 만들어 인쇄한다. 주보에는 예배시간 안내, 교회 소식, 직분자 임직, 공고 등의 내용이 주로 담겨 있으며 매주 헌금자 명단을 포함하기도 한다. 웹주보를 사용하는 교회도 있다.
1. ↑  잠실중앙교회 주보